# トヨタ財団
公益財団法人トヨタ財団（トヨタざいだん）とは、「人間のより一層の幸せをめざし、将来の福祉社会の発展に資すること」を目的として設立された公益財団法人である。1974年（昭和49年）10月に財団法人として設立され、2010年（平成22年）10月に公益財団法人へと移行した。

## 概要
トヨタ自動車によって設立された助成財団であり、世界的な視野に立った、長期的で幅広く社会活動に寄与することを目的として、生活、自然環境、社会福祉、教育文化等の多領域の研究ならびに事業に対する助成を行っている。

## 主な事業
公募の助成プログラム
- 地域社会プログラム

基本テーマ「地域に根ざした仕組みづくり-自立と共生の新たな地域社会をめざして」に基づき、地域社会の再生・振興に向けた取り組みへの支援。
- アジア隣人プログラム

「人と自然とのかかわり」と「人と人とのかかわり」を切り口とした、コミュニティ創出・促進への取り組みへの支援。
- 研究助成プログラム

文化の伝承と形成、社会の仕組み、人づくりと人のつながり等の研究への取り組みを支援。
非公募の助成プログラム
- 社会コミュニケーションプログラム
- イニシアティブプログラム